# Ambrosoli
Ambrosoli es una empresa chilena, especializada en la producción de dulces. Pertenece a la multinacional chilena Carozzi. El lema de Ambrosoli es «La vida es dulce».

## Historia
Ambrosoli fue creada por Giovanni Ambrosoli en 1918, ubicada en Italia en la ciudad de Ronago, junto al lago Como. Esta empresa empezó vendiendo miel que fabricaba su propia familia. Las buenas ganancias en el negocio les permitió que en 1920 instalaran colmenares a una gran escala.
En 1930 se empiezan a producir caramelos de miel; debido a la Segunda Guerra Mundial, Constantino Ambrosoli Valli —hijo mayor de Giovanni Battista Ambrosoli— decide instalarse en Chile, en donde fue fundada la empresa Ambrosoli y Cía. Ltda. en Viña del Mar el 20 de octubre de 1948, iniciando la venta de sus productos al público el 2 de enero de 1949.
En 1962, logra la llegada de la primera máquina envasadora conocida como “La Mundial”; diez años después, se comienzan a producir los famosos chocolates Ambrosoli. Su pastilla de goma más conocida es Frugelé. Su mascota oficial es Ambrosito, un osito de peluche que, además, es un osito de goma junto a Ambrosita.
En 2000 la empresa fue adquirida en su totalidad por Carozzi. Al año siguiente, la sucursal peruana fue adquirida también por Carozzi, que posee los derechos de la marca Molitalia en Perú.